# 任华 (1911年)
任华（1911年—），贵州安顺人。中国哲学家。

## 生平
父亲为民国时期政治家任可澄，哥哥为任泰。
早年毕业于清华大学。后留学美国哈佛大学攻读哲学，1946年获博士学位。1947年起，担任清华大学哲学系教授。1952年院校调整后，在北京大学哲学系外国哲学研究所工作。著有《哲学史简编》、《欧洲哲学史》、《现在资产阶级的新实在论哲学》等。